# George van Cats

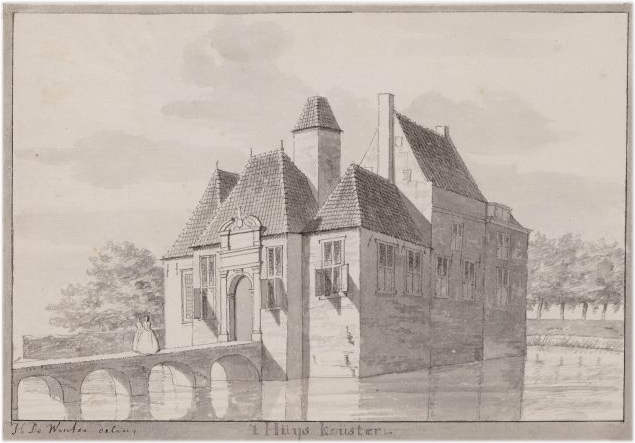
Kasteel Ter Coulster

George van Cats (1632 - na 1676). Hij was de zoon van Theophilus van Cats heer van Cats, Ter Coulster, Heiloo, Ruyven, Maelstede en Oesdom en Deliana van Brederode barones van Wesenburg.

## Heerlijkheid Schagen
Hij was o.a. ambachtsheer van Heiloo, heer van Oesdom en Ter Coulster 1656-1676 en 9e heer van Schagen 1658-1676. Hij bewoonde het kasteel Ter Coulster te Heiloo.
Al ten tijde van Willem de Bastaard de eerste heer van Schagen waren er vaak moeilijkheden over de betalingen van renten uit de visserijen. In 1658 moest de heerlijkheid ten gunste van de crediteuren van Willem III van Beieren-Schagen worden verkocht. Mr. Pieter de Salengre verkocht de heerlijkheid met alle toebehoren voor 263.000 gulden aan George van Cats. Toen bleek dat ook George van Cats de heerlijkheid niet kon behouden kocht Floris in 1676 de heerlijkheid voor 170.000 gulden

## Huwelijk en kinderen
Hij trouwde in Den Haag op 10 november 1652 met de 17-jarige Justina van Nassau (gedoopt Den Haag, 4 maart 1635 - 1721) dochter van Willem Maurits van Nassau jonker van Nassau, heer van Grimhuizen (1603-1638) en Maria van Aerssen van Sommelsdijk (ca. 1605-1641) de dochter van François van Aerssen heer van Sommelsdijk (1572-1641) en Petronella van Borre.
Uit dit huwelijk is geboren:
- Willem Maurits van Cats heer van Heiloo en Oesdom, van Coulster, vrijheer van Hoogtwoud, Eertswoud en Veenhuizen, ritmeester in Staatse dienst, hoogheemraad van Schieland, extraordinaris ambassadeur aan Spanje 1719 (1670 - Heiloo Ter Coulster, december 1743)
- Maria Petronella van Cats
- Anna Wilhelmina van Cats
- Justine Theophiline van Cats
- Louise Hedwig van Cats (-1757)